# Poyraz (Beykoz)
Poyraz ist ein Dorf im Landkreis Beykoz der türkischen Provinz İstanbul. Poyraz hatte laut der letzten Volkszählung 904 Einwohner (Stand Ende Dezember 2010). Poyraz liegt am Ausgang des Bosporus ins Schwarze Meer, auf der asiatischen Seite der Meerenge.
Laut der türkischen Regierung soll hier der rechtsseitige Pfeiler der im Bau befindlichen dritten Bosporusbrücke, der Yavuz-Sultan-Selim-Brücke, stehen. Der linksseitige Pfeiler soll im Dorf Garipçe auf der europäischen Seite stehen. Die Brücke soll bis 2015 fertiggestellt werden.